# Judenverfolgung in Schleswig-Holstein (1933–1945)
Die  Judenverfolgung in Schleswig-Holstein ereignete sich im Gebiet des heutigen Schleswig-Holsteins in der Zeit des Nationalsozialismus in den Jahren 1933 bis 1945.

## Allgemeines
Während 1925 in Deutschland noch 563.733 Personen oder 0,9 % der Bevölkerung sich zu einer jüdischen Religionsgemeinschaft zugehörig fühlten, ging der Anteil unter dem Einfluss national-sozialistischer Verfolgung bereits bis zur Volkszählung vom 16. Juni 1933 auf 499.682 (0,8 %) zurück. 1939 hatte, trotz der inzwischen erfolgten territorialen NS-Expansion des Deutschen Reiches, die Zahl der Juden im alten Reichsgebiet nochmals drastisch auf 233.973 (0,34 %) abgenommen. Und dies, obwohl seit den Nürnberger Rassegesetzen von 1935 die rassistisch erweiterte NS-Definition des sogenannten Geltungsjuden den Kreis der behördlich als Juden erfassten Personen erheblich erweiterte und nicht mehr auf das jüdische Glaubensbekenntnis beschränkte (siehe Arisierung). Nach der Deutschen Minderheiten Volkszählung vom 17. Mai 1939 hatten Juden unter Strafandrohung detailliert auf sogenannten Ergänzungsbögen anzugeben, ob zu ihren Vorfahren auch noch ein oder zwei jüdische Großelternteile zählten. Aufgrund dessen stufte der NS-Staat diese Personen entsprechend als Volljude (Rassejuden) oder Halbjude ein.

## Judentum in Schleswig-Holstein
Jüdisches Leben in Schleswig-Holstein ist seit 600 Jahren überliefert, was eine Urkunde vom 1. Februar 1424 aus Lauenburg belegt. Die Existenz jüdischer Gemeinden ist erst seit etwa 400 Jahren nachgewiesen. Das Judentum Schleswig-Holsteins war bis zur Emanzipation überwiegend kleinstädtisch. Auch in Schleswig-Holstein gab es im 19. Jahrhundert zunächst eine leichte Verbesserung der Lage der Juden und zwar im Rahmen ihrer Emanzipation durch das Staatsgrundgesetz für Schleswig-Holstein vom 15. September 1848, das allerdings nur bis 1851 gültig war. Diese Emanzipation galt nach weiteren Anläufen in Lübeck (1848/52), Schleswig (1854) und Holstein (1863) mit der Gründung des Deutschen Reichs 1871 formal als abgeschlossen.
Schleswig-Holstein war eine abseits der Metropolen gelegenen jüdische „Diaspora in der Diaspora“. Dies lag zunächst an den restriktiven Ansiedlungsbedingungen für Juden und später an der peripheren Lage und der überwiegend landwirtschaftlichen Struktur des Landes. Zu Beginn des Zweiten Weltkrieges lebten in Schleswig-Holstein 1939 insgesamt 1742 jüdisch-stämmige Menschen, davon 755 sog. Volljuden (Rassejuden), 473 Jüdische Mischlinge 1. Grades und 514 Jüdische Mischlinge 2. Grades. Von den Volljuden galten 575 als Glaubensjuden, 136 als Angehörige evangelischer Landes- oder Freikirchen, und 7 als Römisch-katholische Christen.
In den Großstädten lag der Anteil der Juden relativ höher als auf dem Lande, was nicht nur auf der vergleichsweise höheren Attraktivität des Stadtlebens beruhte, sondern auch die jahrhundertelange behördliche Gängelung der Judenansiedlung widerspiegelte. Berlin wies zum Beispiel einen jüdischen Anteil von 3,8 %, Frankfurt am Main 4,7 %, Breslau 3,2 %, Köln 2,0 %, Hamburg 1,5 %, Hannover 1,1 % und Kiel 0,2 % auf. Generell gab es ein Süd-Nord-Gefälle des Anteils der Juden an der Gesamtbevölkerung Deutschlands. In den beiden Großstädten Schleswig-Holsteins, Lübeck und Kiel, konzentrierten sich dementsprechend 64 % der jüdischen Bevölkerung, die übrigen Juden verteilten sich auf über 123 kleinere Städte und Dörfer.

## Verfolgung in Schleswig-Holstein
Unter dem erhöhten Verfolgungsdruck wanderten viele Juden aus. Außerdem gab es einen Sterbeüberschuss der überalterten jüdischen Bevölkerung sowie erste Deportationen. So wurden zum Beispiel 17.000 vorrangig männliche erwachsene polnische Juden am 28. und 29. Oktober 1938 in Zügen aus Deutschland nach Polen deportiert. Die Massenabschiebung polnischer Juden aus Schleswig-Holstein scheiterte allerdings zunächst an bürokratischen Pannen. Sie wurde im Frühjahr 1939 jedoch wieder aufgenommen, indem man ihnen drohte, sie in Konzentrationslager zu deportieren, wenn sie nicht selbst zeitnah Deutschland verlassen würden. So flohen die meisten Betroffenen nach Polen, Holland, Frankreich und Belgien, wo sie die deutsche Besatzungsmacht nach Kriegsbeginn abermals inhaftierte und in Vernichtungslager deportierte. Die wenigen in Kiel verbliebenen polnischen Juden deportierte die Gestapo zunächst in ein Judenhaus in Leipzig und von dort aus in Konzentrationslager.
In Schleswig-Holstein wohnten 1933 mit etwa 1900 Menschen relativ wenig Juden. Sie bildeten nur 0,13 % der schleswig‐holsteinischen Gesamtbevölkerung oder 0,34 % aller Juden des Deutschen Reiches. Innerhalb eines Jahrzehnts verminderte sich der Anteil angesichts zunehmend massiveren Verfolgung weiter. Im November 1942 lebten in Schleswig-Holstein nur noch 59 Juden, und zwar auf 18 Orte verteilt. Über 1.600 waren schon deportiert worden, die meisten von ihnen wurden ermordet. Somit hatte das NS-Regime sein Ziel erreicht, Schleswig-Holstein „judenrein“ zu machen. Nach dem Krieg befanden sich in Schleswig-Holstein nach der Volkszählung vom 29. Oktober 1946 – bedingt durch die Fluchtbewegungen – wieder insgesamt 949 Personen jüdischen Glaubens (Israeliten), davon 464 in Vertriebenenlagern (D.P.-Lager). Auch die Schleswig-Holsteinische Finanzverwaltung beteiligte sich aktiv an der Enteignung und dem Raub jüdischen Vermögens, z. B. durch die Reichsfluchtsteuer, die Judenvermögensabgabe, Arisierung etc. An der Arisierung und dem Vermögen der Deportierten bereichert sich nicht nur der Staat, sondern auch weite Kreise der Bevölkerung. Selbst nach dem Krieg erfolgte oft keine oder nur unzureichende Entschädigung der Opfer.

## Beispiel des Kieler Rabbiners Arthur Posner
Unter den jüdisch Verfolgten, die versuchten aus Deutschland zu fliehen, war die Familie des Kieler Rabbiners Artur Posner. Deren Tochter Rachel machte noch im Dezember 1932, kurz vor der Auswanderung der Familie nach Israel, ein Foto aus dem Fenster ihrer Kieler Wohnung am Sophienblatt 60. Das Foto zeigt den auf dem Fensterbrett stehenden Chanukkaleuchter der Familie Posner vor dem Hintergrund des gegenüberliegenden Gebäudes der NSDAP-Kreisleitung mit Hakenkreuzflagge. Es erhielt im 21. Jahrhundert weltweit Aufmerksamkeit als Symbol der Zuversicht auf das ewige Fortbestehen des Judentums trotz des nationalsozialistischen Vernichtungswillens.

## Einzeltäter der Judenverfolgung in Schleswig-Holstein
- Fritz Barnekow, Leiter des Judenreferat II B 5 der Kieler Gestapo (1941–1943); einer der Hauptorganisatoren der schleswig-holsteinischen Judendeportationen (ab 1941).
- Franz von Baselli, 1931 Ortsgruppenleiter von Pinneberg, wurde als Nachfolger von Dr. Adolph Herting in Schleswig mit dem Amt des Bürgermeisters (1934–1936) belohnt. Im Januar 1936 zum Gauamtsleiter für Kommunalpolitik bestellt trug er wesentlich dazu bei, dass nationalsozialistische Verwaltungsgrundsätze entsprechend der 1935 revidierten Gemeindeordnung in allen Kommunen des Landes umgesetzt wurden[15]
- Heinz Behrens,  geboren 7. Juli 1903 in Vegesack bei Bremen. Er trat 1928 in die NSDAP ein und erhielt das goldene Parteiabzeichen. 1940 wurde Behrens Nachfolger von Albert Malzan als Gauwirtschaftsberater in Schleswig-Holstein. Das Amt legte er nieder, als er 1941 zur Energieversorgung Ostland GmbH in Riga wechselte. Während des Krieges war er erst Direktor der Energieversorgung für das Baltikum und später für alle eroberten sowjetischen Ostgebiete. Von März 1943 bis Kriegsende war er Direktor der Abteilung Energiewirtschaft bei der Reichswerke AG für Berg- und Hüttenbetriebe „Hermann Göring“ und arbeitete in Berlin-Halensee. Nach der Inhaftierung 1945 sowie anschließender Internierung und  Entnazifizierung arbeitete er in Kooperation mit Dr. Gottfried Cremer in der BAK (Betriebswissenschaftliche Arbeitsgemeinschaft Keramik). Beide hatten bereits während des Krieges in den Hermann-Göring Werken zusammengearbeitet.[16][17]
- Hans Bernsau, Kreisgeschäftsführer der NSDAP im Kreis Schleswig (1926–1931), ab 1931 Geschäftsführer des NSDAP-Bezirks „Nord-Ost“[18]
- Heinrich Blum, Schulrat, ab 1925 Kreisleiter des Nationalsozialistischen Lehrerbundes, kommissarischer NSDAP-Bürgermeister in Schleswig 1933 und Angehöriger der Alten Garde der NS-Granden in Schleswig. Kurz nach der Okkupation des Baltikums durch die Wehrmacht beauftragte ihn Gauleiter Hinrich Lohse in der  Zivilverwaltung des Reichskommissariats Ostland mit dem Amt eines Oberregierungs- und Schulrats[19]
- Peter Börnsen, amtierte von Januar 1933 bis 1945 als NSDAP-Kreisleiter in Eckernförde und von 1939–1942 als Vertreter des im Kriegseinsatz befindlichen Schleswiger Kreisleiter Dr. Georg Carstensen. 1932 wurde er in den preuß. Landtag gewählt und gehörte 1933–1945 dem Reichstag an. Nach Kriegsende wurde er 37 Monate interniert und 1949 zu sechs Jahren Gefängnis verurteilt. Im Revisionsverfahren wurde die Strafe auf drei Jahre abgemildert[20]
- Paul Carell, (1911–1997), war ein deutscher Diplomat und NS-Journalist. Als Psychologie-Student der Christian-Albrechts-Universität zu Kiel leitete er den dortigen „Kampfausschusses wider den undeutschen Geist“. Diese „Kampfausschüsse“ agitierten als Speerspitze der Deutschen Studentenschaft gegen „jüdischen Intellektualismus“.[21] Im Zweiten Weltkrieg war Carell Pressechef des Außenministers Joachim von Ribbentrop und SS-Obersturmbannführer. Im Mai 1944 erteilte Schmidt Ratschläge, wie man die Deportation und Ermordung ungarischer Juden rechtfertigen könne, um den Vorwurf eines Massenmords nicht aufkommen zu lassen. Von 1965 bis 1971 ermittelte die Staatsanwaltschaft Verden wegen Mordes gegen Paul Schmidt-Carell. Doch das Ermittlungsverfahren, welches seine Verwicklung in die Ermordung ungarischer Juden klären sollte, wurde ergebnislos eingestellt. Somit musste sich Schmidt-Carell niemals vor einem Gericht für seine Tätigkeit im NS-Staat verantworten.[22]
- Georg Carstensen, gehörte ebenfalls zur Gruppe der Alten Kämpfer. Nach 1945 hielt das Spruchgericht fest, dass Carstensen aufgrund seiner Zugehörigkeit zum regionalen Führungskorps der NSDAP von allen verbrecherischen Handlungen – so etwa von Hinrichtungen ausländischer Arbeitskräfte im Kreis Schleswig, den in der Folge des 20. Juli 1944 vorgenommenen Verhaftungen in der Stadt Schleswig oder den Transporten von Insassen der Heil- und Pflegeanstalt nach Meseritz und Bernburg – Kenntnis gehabt haben müsse. Ebenso 1933 von einem Vorfall in Leck, bei der ein ortsansässiger Uhrmacher wegen einer angeblichen Verunglimpfung öffentlich mit einem Schild um den Hals und der Aufschrift „Ich bin der größte Lump, ich habe den Reichskanzler Adolf Hitler beleidigt“ durch die Straßen getrieben wurde[23].
- Carl Coors, ab 1937 NSDAP-Bürgermeister in Friedrichstadt, zielgerichtet wurden hier die Maßnahmen im Rahmen des ersten reichsweiten Boykotts gegen jüdische Geschäftsleute am 1. April 1937 durchgeführt[24]
- Georg Dahm, Kieler Strafrechtler und Völkerrechtler. Er war neben Friedrich Schaffstein, einer der exponiertesten Vertreter der nationalsozialistischen Strafrechtslehre. 1935–1937 Vorreiter der Judenverfolgung an der Universität Kiel.
- Thomas Frahm, NSDAP-Ortsgruppenleiter in Schuby, wo er ein wahres „Schreckensregiment“ ausgeübt haben soll[25]
- Gustav Frenssen, (* 19. Oktober 1863 in Barlt, Dithmarschen; † 11. April 1945 ebenda); deutscher Schriftsteller des völkischen Nationalismus, ab 1932 des Nationalsozialismus. Wegbereiter des NS-Staates; durch öffentliche Parteinahme gegen „Juden und jüdische Künstler“ vor und während der NS-Zeit trug Frenssen eine große Mitschuld an den Verbrechen an den Juden während des Nationalsozialismus.
- Otto Gestefeld, Kreisdeputierter, stellvertretenden Schleswiger Landrat und Angehöriger der „Alten Kämpfer“ von NSDAP-Mitgliedern im LK Schleswig[26]
- Hans Gewecke, NSDAP-Kreisleiter Herzogtum Lauenburg, n 1941 und 1945 arbeitete er als Gebietskommissar in der litauischen Großstadt Schaulen (1941–1945)
- Carl Wilhelm Hahn, Publizist, Historiker, Archivrat und Leiter des 'Landessippenamtes' Schleswig-Holstein im NS-Regime
- Emil Gosch, NSDAP-Ortsgruppen Leiter in Silberstedt[27]
- Wilhelm Hamkens, ab 1. August 1938 Regierungspräsident in Schleswig, führender Mitverantwortlicher für die Judenverfolgung in Schleswig-Holstein (1933–1945)[28].
- Claus-Peter Hans, war zunächst NSDAP-Ortsgruppenleiter in Seeth/Drage und von Juli 1932 bis Mai 1945 Kreisleiter im Kreis Flensburg-Land, in Personalunion von Oktober 1935 bis November 1937 Landrat sowie Kreisdeputierter und zwischen 1933 und 1935 sowie 1941 und 1945 stellvertretender Landrat[29]
- Ernst Hansen, zusammen mit weiteren regionalen NSDAP-Größen hatte er u. a. in der Gemeinde Idstedt im Juni 1933 einen Arbeiter misshandelt, dem ein er Schild mit der Aufschrift „Ich bin ein Wucherer und Halsabschneider“ umgehängte und quer durch die Stadt Schleswig trieb[30]
- Erich Hasse, zählte zum harten Kern der regionalen NSDAP. Als Betriebsdirektor der Kreisschifffahrt eingesetzt wurden mit ihm im Zuge der Kampagne zur Unterbringung der „Alten Garde“ auch G. Knutzen und H. Reincke, beide seit 1930 bzw. 1931 in Schleswiger SA- bzw. SS-Stürmen aktiv, eingestellt[31]
- Ferdinand Jans, 1933 Kreisbetriebsgemeinschaftsleiter im Deutschen Arbeiterverband des Baugewerbes des Kreises Schleswig. Danach wurde er Kreiswalter der DAF und als solcher von Bürgermeister von Baselli am 27. November 1935 zum ehrenamtlichen Beigeordneten in der Stadt Schleswig berufen[32]
- Jürgen Jöns (Erfde) gehörte zu den frühen NS-Agitatoren in Schleswig und gehörte bis zu seinem Tod dem Kreistag als zweiter Kreisdeputierter an.[33] Jöns bekleidete ferner beim Amtsgericht in Friedrichstadt das Amt eines Anerbenrichters.[34]
- Ernst Kolbe, zählte zum Typus des kampferprobten, vor keiner Gewaltanwendung zurückschreckenden Haudegens. Kolbes Skrupellosigkeit wurde besonders deutlich bei den im Zuge der „Machtergreifung“ inszenierten „Schutzhaftmaßnahmen“ politisch Andersdenkender und bei weiteren Verfolgungsaktionen, z. B. in der Gemeinde Börm bei Schleswig. Er gehörte außerdem der SS an und ging mit der Besetzung Dänemarks als Hauptscharführer nach Kopenhagen, wo er als Gestapo-Mitarbeiter tätig war. Er kam im Zuge einer Aktion dänischer Widerstandskämpfer, beim sog. Sturm auf das „Shellhuset“, dem Gestapo-Hauptquartier in Kopenhagen, am 21. März 1945 ums Leben[35]
- Hans Kolbe, Marineoffizier, Vizeadmiral a. D., kämpfte in den bürgerkriegsähnlichen Auseinandersetzungen im Gefolge des Kapp-Putsches am 13. März 1920 in führender Stellung gegen bewaffnete revolutionäre Arbeitertrupps im Ruhrgebiet. Im Oktober 1936 wurde er Gauamtsleiter des Reichskolonialbundes. 1941 ehrenhalber zum Standartenführer des Sicherheitsdienstes der SS ernannt. Zu öffentlichen und widerrechtlichen Hinrichtungen von polnischen Fremdarbeitern in Sieverstedt bei Flensburg und Dollrottfeld 1941 ließ er zwangsweise mehr als 100 Kriegsgefangene aus dem Kreis Schleswig per LKW transportieren. Ebenso hatte Kolbe Kenntnis von einer willkürlichen Exekution polnischer Fremdarbeiter durch die Gestapo bei Kropp im November 1941[36]
- Hinrich Lohse, Gauleiter in Schleswig-Holstein
- Joachim Meyer-Quade, zusammen mit Gauleiter Hinrich Lohse, war Meyer-Quade führender Nationalsozialist in Schleswig-Holstein. Als NSDAP-Bezirksleiter war er für den Nordosten Schleswig-Holsteins zuständig, inkl. der Führung der SA-Untergruppe Schleswig im Rang eines SA-Oberführers, später SA-Brigadeführer und Kieler Polizeipräsident[37]
- Albert Malzahn, geb. 1899, von 1932–1940, Gauwirtschaftsberater in SH und von 1939–1943 Präsident der IHK Kiel; Geschäftsführer, Elmshorn; Vorsitzender der Landesbank der Provinz Schleswig-Holstein. Sein Nachfolger als Gauwirtschaftsleiter war Heinz Behrens. Dieser legte seine Funktion als Gauwirtschaftsberater in Schleswig-Holstein nieder, als er beruflich zur Energieversorgung Ostland GmbH in Riga wechselte[38]
- Joachim Meyer-Quade, Mitbegründer der Schleswiger SA. Über seine Tätigkeit für die Partei im Kreis Schleswig gelang ihm der Karrieresprung, der ihn in hohe Ämter innerhalb der NS-Hierarchie führen sollte. 1932 Bezirksleitung für den NSDAP-„Bezirk Nord-Ost“, mit den Gebieten Flensburg, Schleswig und Eckernförde. In dieser Funktion beteiligte er sich an dem von SA-Männern des Sturms IV/86 arrangierten Sturm auf das Eckernförder Gewerkschaftshaus am 10. Juli 1932, bei dem zwei sozialdemokratische Landarbeiter erstochen wurden. Am 12. Mai 1933 in den Kreistag gewählt, wurde er zum Landrat des Kreises Schleswig ernannt. Am 1. Februar 1934 zum Brigadeführer der SA-Gruppe Nordmark befördert, ernannte ihn  Gauleiter Lohse im Oktober 1934 zum Kieler Polizeipräsidenten. Im selben Jahr wurde er zudem Beisitzer im Volksgerichtshof. 1938 wurde er zum SA-Obergruppenführer in der Nordmark. Als solcher gab er in der Pogromnacht vom 9. auf den 10. November 1938 von München aus, den Befehl zur Plünderung und Zerstörung der Synagogen in Schleswig-Holstein und zur Verhaftung der jüdischen Bevölkerung. Bei Kriegsausbruch verließ er Schleswig-Holstein, meldete sich freiwillig zum Militärdienst und fiel als Oberleutnant im Infanterie-Regiment 6 am 10. September 1939 bei Piatek. Sein Grab wurde zur „Pilgerstätte“ seiner alten Schleswiger Gefolgsleute[39]
- Hinrich Möller - In der Reichspogromnacht war Möller einer der Hauptakteure der gegen „Juden“ in Schleswig-Holstein verübten Verbrechen.[40][41][42]
- Ernst Paulsen, Dr., NSDAP-Ortsgruppenleiter der ersten Stunde in Schleswig, ab 1. März 1925[43]
- Max Plaut, Jurist, Ökonom und jüdischer Verbandsfunktionär. Ab 1939 Leiter deren Bezirksstelle Nordwestdeutschland  der Reichsvereinigung der Juden in Deutschland. In dieser Funktion war er auch für die Belange der Juden in Schleswig-Holstein und Niedersachsen zuständig.
- Ernst Ramcke, ab 1928 Mitglied der SA, in der er, zum Obersturmführer befördert, den Schleswiger Sturm 23/86 leitete. Ramcke agierte zudem als Kreisredner der Partei und Kreisberufswalter der DAF und zählte, geehrt mit dem goldenen Parteiabzeichen, zur „Alten Garde“. Gemeinsam mit Bruno Steen zählte er im Übrigen zum Umfeld der Denunzianten, die seit Mai 1933 systematisch an Entlassungen aus politischen Gründen in der Stadtverwaltung mitwirkten[44]
- Ernst Graf zu Reventlow, (1869–1943) kandidierte bereits 1907 und 1912 für die antisemitische „Deutsch-Soziale Reformpartei“ im Wahlkreis Flensburg-Apenrade erfolglos für den Reichstag. Nach 1918 engagierte er sich in rechtsextremen Gruppierungen, ehe er 1927 der NSDAP beitrat, die er bis zu seinem Tod im Reichstag vertrat[45]
- Hermann Riecken, NSDAP-Mitglied der ersten Stunde, Bürgermeister von Heikendorf (1933–1939), ab 1939 Kreisvorsitzender von Flensburg Stadt, und ab 1941 NS-Gebietskommissar im estländischen Kreis Pärnu (deutsch, Pärnau) sowie im lettischen Dünaburg (lettisch Daugavpils) (1942–1944).
- Kurt Stawizki, ab 1919, Freikorps Stein (bei Kiel), in Schleswig-Holstein; ab 1933, Gestapo, Hamburg. Ab Mitte Oktober 1940 Kommandeur der Sicherheitspolizei und des SD (KdS) in Krakau (Polen) tätig. Ab Juli 1941 Leiter der Gestapo in Lemberg (Ukraine).
- Roland Siegel, Dr., 1933 kommissarischen Landrat, Schleswig, im Dezember 1932 als höherer Verwaltungsbeamter zur politischen Abteilung des Berliner Polizeipräsidenten versetzt, nach dem 30. Januar 1933 als Personaldezernent in eine Schlüsselposition wirkte er als enger Mitarbeiter des nationalsozialistischen Polizeipräsidenten Konteradmiral a. D. von Levetzow bei der politischen Säuberung des Beamtenapparates maßgeblich mit. Anfang Mai erfolgte eine Beförderung ins preußische Innenministerium. Am 1. Oktober 1933 wurde er zum Regierungsrat ernannt.
- Bruno Steen, Ortsgruppenleiter in Schleswig, berüchtigt wegen seines Vorgehens gegen die jüdischstämmigen Brüder Max und Bernhard Weinberg in Schleswig, die er öffentlich als Judenbengel beschimpfte. Die Familie Weinberg verlor am 3. April 1934 in Schleswig die deutsche Staatsbürgerschaft, erhielt diese nach erfolgreichem Widerspruch jedoch am 17. September 1935 ohne jegliche Begründung wieder zurück. Max Bernhard und Bernhard Weinberg überlebten als „Halbjuden“ den Krieg[46]
- Erich Straub, Dr. med., erster NSDAP-Stadtverordneter in Schleswig. 1930 wurde er Leiter der Gauabteilung für Volksgesundheit und Rassenfürsorge der NSDAP. Im November 1933 zum Landesrat befördert wurde er u. a. mit der Leitung der Fürsorgeerziehung betraut. Zwischen Februar 1941 und März 1943 wirkte er zudem als Gutachter im Rahmen des nationalsozialistischen „Euthanasie-Programms“. Er gehörte zur NSDAP-Clique der Alten Kämpfer in Schleswig[47]
- Jürgen Tams, Landwirt in Groß-Rheide. Ab April 1929 NSDAP-Ortsgruppenleiter, ab 1. Februar 1931 Sturmführer eines zunächst 30 Mitglieder umfassenden SA-Sturms, der Ende 1932 auf über 300 Mitglieder angewachsen war. 1930 übernahm er das Amt eines landwirtschaftlichen Bezirksberaters für die Partei[48]
- Albert Zerrahn, Fischermeister und Gastwirt, NSDAP-Ortsgruppe Tolk seit 1925 und Angehöriger der „Alten Garde“. Zerrahns „Waldlust“ galt als „Keimzelle der Bewegung“ im Landkreis Schleswig. 1933 wurde er trotz öffentlicher Proteste zudem Amtsvorsteher des Amtes Nübel. Albert und sein Sohn Wilhelm Zerrahn waren eng mit Hinrich Lohse befreundet.
- Wilhelm Zerrahn, 1931 Eintritt in die SS, in der er zielgerichtet Karriere machte. 1934 wurde er zunächst SS-Oberscharführer in Flensburg. Bis 1937 amtierte er als SS-Brigadeführer in der 50. SS-Stabsabteilung und seit November 1937 im SS-Stab. Im Dezember 1940 erfolgte die Berufung zum SS-Gruppenführer. Im April 1941 zum SD-Gruppenführer befördert, stieg er kurze Zeit später zum Obergruppenführer im Reichssicherheitshauptamt auf[49]

### Täter, die nach 1945 in Schleswig-Holstein wirkten
- Hans-Adolf Asbach, NSDAP-Kreishauptmann im besetzten Polen und in Galizien, Sozialminister des Landes Schleswig-Holstein (1950–1957)
- Paul Carell, s. oben, wirkte auch nach 1945 weiter. Noch in den 1970er Jahren schrieb er zum Beispiel unter dem Pseudonym Vocator politische Kolumnen in der Norddeutschen Rundschau, Itzehoe, unter deren Chefredakteur Heinz Longerich, dem Vater Peter Longerichs,[50] und im Spiegel. Dort lancierte er schon in einem Artikel am 16. Januar 1957 die These von dem die Nationalsozialisten entlastenden Alleintäter Marinus van der Lubbe beim Reichstagsbrand 1933.[51]
- Hartmut Gerstenhauer, 1939–1945 Landrat im besetzten Polen. Im Distrikt Lublin als Kreishauptmann und leitender Beamter der Distriktverwaltung an der Organisation des Holocaust beteiligt. Ab 1954, Richter des Landessozialgerichts SH; ab 1962, Senatspräsident am Schleswig-Holsteinischen Landessozialgericht in Schleswig.
- Carl Wilhelm Hahn, Publizist, Historiker, Archivrat und Leiter des Landessippenamtes Schleswig-Holstein im NS-Regime. Nach dem Ende des Zweiten Weltkrieges gelang es ihm – mit tatkräftiger Unterstützung der Landeskirche Schleswig-Holsteins sowie von Politik und Verwaltung der Landesregierung von Schleswig-Holstein – schnell wieder Fuß zu fassen und seine Mitwirkung bei der Arisierung zu verschleiern.
- Werner Heyde, s. Heyde-Sawade-Affäre
- Hartmann Lauterbacher, stammt aus Salem (Schleswig-Holstein); ab 1927, Stabsführer und stellvertretender Reichsjugendführer der Hitler-Jugend, NSDAP-Gauleiter des Gaus Süd-Hannover-Braunschweig, Oberpräsident der Provinz Hannover sowie SS-Obergruppenführer. Er arbeitete ab 1950 für die Organisation Gehlen und später bis 1963 für den Bundesnachrichtendienst
- Hans-Werner Otto, „Okkupationsspezialist“, lt. Braunbuch der DDR; ab April 1942, Gebietskommissar in Nikolajew,  Reichskommissariat Ukraine; 1950–1964, Staatssekretär im Sozialministerium unter Minister Hans-Adolf Asbach; 1967–1971, 1971 war er Staatssekretär im Schleswig-Holsteiner Innenministerium.

### Denunzianten
Oft gerieten verfolgte Juden erst durch Denunziation in das Visier der Gestapo. Im Familienzusammenhang waren Männer mit Abstand die häufigsten Denunziationsopfer. Sie wurden am häufigsten durch Frauen denunziert, nicht zuletzt aus der eigenen Familie. Im Bereich des Sondergerichts Kiel kamen 12 % aller Anzeigen aus der eigenen Familie. Sie wurden zu 92 % von Frauen erstattet. Die meisten dieser sogenannten „Judasfrauen“ wurden nach dem Krieg nicht zur Rechenschaft gezogen, sondern lebten unbehelligt weiter.

## Die Opfer

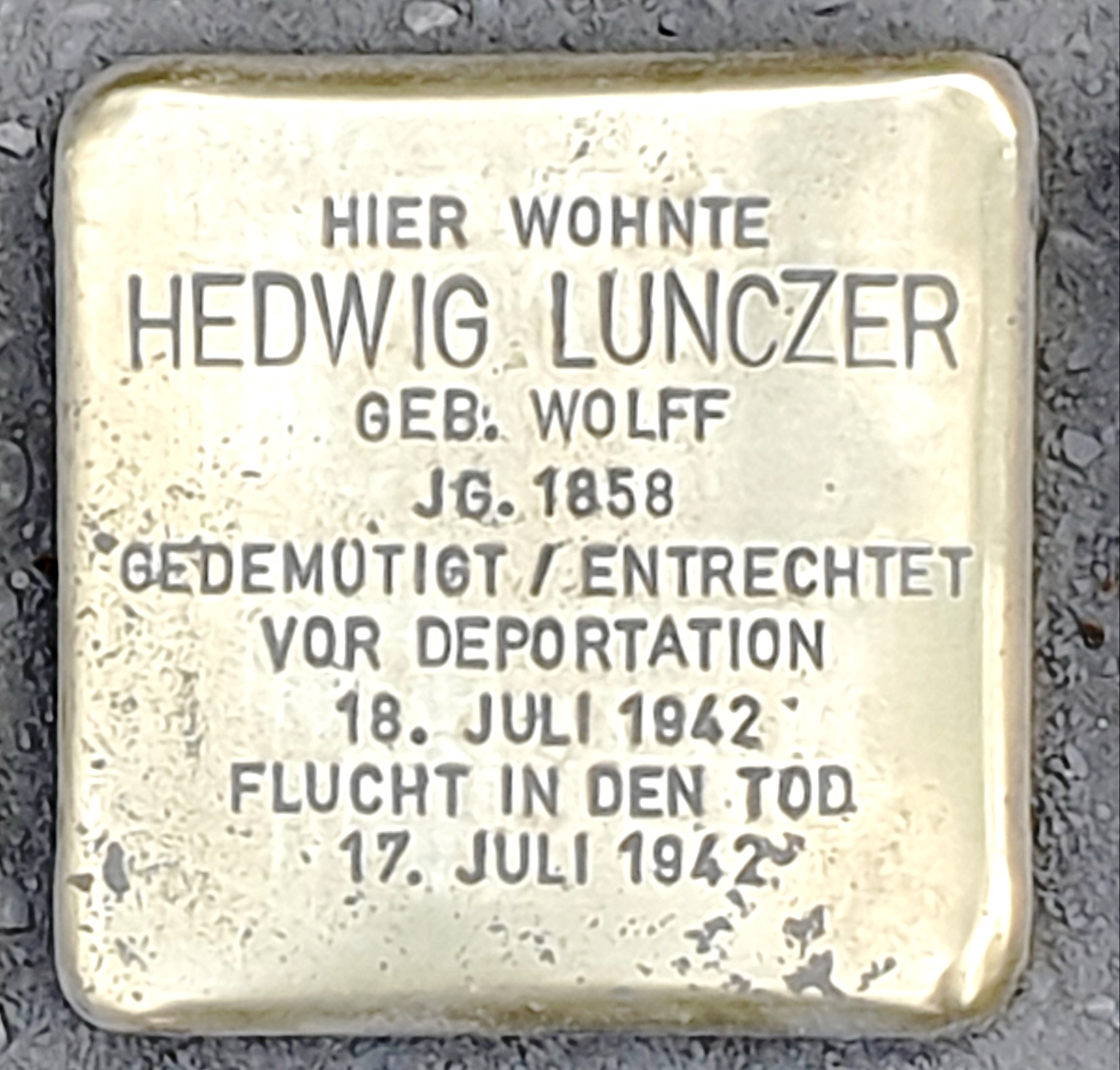
Stolperstein zum Gedenken an Hedwig Lunczer, geb. Wolff, geb. 1858, gestorben am 17. Juli 1942 in Heikendorf

Für eine Namensliste von verfolgten Juden in Schleswig-Holstein in der Zeit von 1933–1945 s. Gedenkbuch – Opfer der Verfolgung der Juden unter der nationalsozialistischen Gewaltherrschaft 1933–1945
Einzelschicksale verfolgter Juden in Schleswig-Holstein
- Heinz Salomon, SPD-Politiker; wurde im letzten Transport mit Juden aus Schleswig-Holstein am 14. Februar 1945 ins Konzentrationslager Theresienstadt gebracht und kehrte von dort schwerkrank als erster Jude nach dem Zweiten Weltkrieg in die Stadt Kiel zurück.
- Schicksal der Familie des Malermeisters Nathan Israel Cohn (geb. 18. Mai 1862; gest. 13. März 1942), zuletzt wohnhaft in der Schützenstraße Nr. 6, Heikendorf: Seine Frau Hanna Cohn (geb. Lunczer; geb. 21. August 1855, gest. 27. April 1941) starb in der Nervenheilanstalt Neustadt (heute: AMEOS Klinikum Neustadt) im April 1941 „an Altersschwäche“ und ihre Schwester, Hedwig Lunczer, nahm sich am 17. Juni 1942 an ihrem letzten Wohnort in Heikendorf das Leben, nachdem sie am 14. Juni 1942 ihren Deportationsbefehl erhalten hatte. Malermeister Cohn selbst soll nach offizieller Version am 13. März 1942 an „Blasenkrebs und Verjauchung der Blase“ gestorben sein.[56] Am 23. Februar 2024 verlegte Gunter Demnig vor dem Haus in der Schützenstr Nr. 5, in dem Hedwig Lunczer zuletzt gewohnt hatte, einen Stolperstein.[57]
- Arthur Bernhard Posner, letzter Kieler Rabbiner vor der Schoah. Seine Tochter Rachel Posner fotografierte im Dezember 1932 aus ihrer Kieler Wohnung im Haus Sophienblatt 60 den auf dem Fensterbrett stehenden Chanukkaleuchter der Familie Posner vor dem Hintergrund der mit einer Hakenkreuzfahne beflaggten gegenüberliegenden Kieler NSDAP-Kreisleitung, ein Foto, das um die Welt ging.

## Jüdische Einrichtungen in Schleswig-Holstein

### Synagogen in Schleswig-Holstein

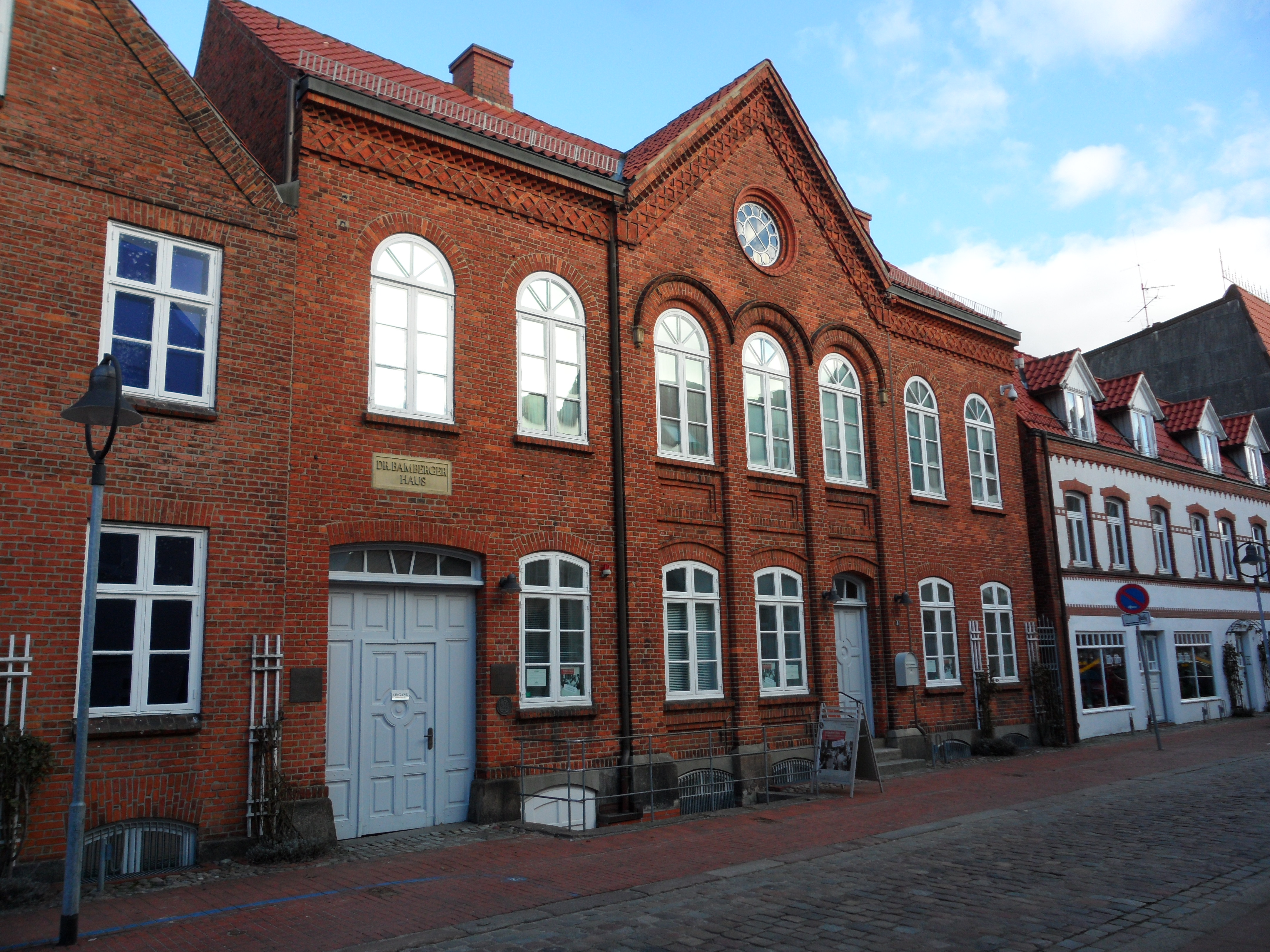
Ehemalige jüdische Schule und Synagoge in Rendsburg, heute Jüdisches Museum Rendsburg

Während der Novemberpogrome 1938 in der Nacht vom 9. auf den 10. November 1938 wurden vom nationalsozialistischen Regime organisierte und gelenkte Gewaltmaßnahmen gegen Juden in Deutschland verübt und über 1400 Synagogen, Betstuben und sonstige Versammlungsräume sowie tausende Geschäfte, Wohnungen und jüdische Friedhöfe zerstört, davon mindestens vier in Schleswig-Holstein. Die Pogrome markieren den Übergang von der Diskriminierung der deutschen Juden seit 1933 zur systematischen Verfolgung, die knapp drei Jahre später ab 1941 in den Holocaust mündete.
Liste alter Synagogen in Schleswig-Holstein
1. Synagoge (Ahrensburg), beim Novemberpogrom 1938 zerstört
2. Synagoge Elmshorn, beim Novemberpogrom 1938 zerstört
3. Synagoge Goethestraße Kiel, beim Novemberpogrom 1938 zerstört
4. Synagoge (Lübeck), beim Novemberpogrom 1938 wurde die Inneneinrichtung zerstört
5. Synagoge (Rendsburg), beim Novemberpogrom 1938 wurde die Inneneinrichtung zerstört
6. Synagoge (Bad Segeberg), während Reichspogromnacht verwüstet, 2004 wurde ein neues Gemeindezentrum eingeweiht

### Jüdische Friedhöfe in Schleswig-Holstein
Die Schändung jüdischer Friedhöfe mit Parolen wie „Juden raus“, „Judensau“, „Heil Hitler“, „Wir machen die 7 Millionen voll“ oder mit SS-Runen und Hakenkreuzen intensivierte sich in Deutschland in der Zeit des Nationalsozialismus. Nach Schätzung des Historikers Julius H. Schoeps wurden in dieser Zeit 80 bis 90 Prozent der damals etwa 1700 jüdischen Ruhestätten im Deutschen Reich geschändet. Statistische Angaben, wie viele Friedhöfe auch in Schleswig-Holstein davon betroffen waren, liegen nicht vor (s. Einzelberichte zur Geschichte der Friedhöfe unten).
Jüdische Friedhöfe wurden auf verschiedene Weise geschändet, zunächst durch direkte Schädigungen, die seit 1938 gehäuft vorkamen. Ab 1942 aber auch durch Aktionen in Rahmen der „Reichsmetallspende“, die einen Vorwand bot, Gitter und andere metallene Objekte von jüdischen Friedhöfen zu entfernen. SA-Männer und Hitlerjugend nutzten die Gelegenheit, dabei auch steinerne Grabmale zu zertrümmern. Das „Reichsinstitut für Geschichte des neuen Deutschland“ ließ die Verstorbenen exhumieren, um „Schädel- und sonstige Knochenmessungen“ durchzuführen. Mit der Friedhofsschändung wollten die Täter die religiös begründete Dauerhaftigkeit der Grabstätten und die Erinnerung an jüdisches Leben zerstören, dessen symbolische Präsenz tilgen und sowohl die Würde der Verstorbenen als auch diejenige von deren Angehörigen verletzen. Für gläubige Juden ist die Grabschändung besonders schwerwiegend, weil das Grab auf einem jüdischen Friedhof (hebräisch בית קברות Bet ḳvarot „Gräberhaus“ oder hebräisch בית-עלמין Bet-ʿalmin „Ewigkeitenhaus“) für die Ewigkeit gedacht ist. Dies entspricht einem der fundamentalsten Grundsätze der jüdischen Halacha. Die Erdbestattung ist vorgeschrieben und dauerhafte Totenruhe gilt als verbindlich. Anders als im Christentum darf eine Grabstätte nicht neu belegt werden. Eine Exhumierung oder Verlegung eines Grabes ist – von ganz besonderen Umständen abgesehen – nicht zulässig. Eine Störung der Totenruhe bewirkt in der jüdischen Gemeinschaft eine tiefe seelische Betroffenheit und verstärkt teilweise bei Angehörigen eine anhaltende Trauerstörung. Ein Grabstein (hebräisch מצבה Mazewa) symbolisiert die Verpflichtung, Verstorbene nicht zu vergessen. Mit dem Wiederaufleben des Antisemitismus in Deutschland wurden seit Kriegsende abermals über 2.000 jüdische Friedhöfe geschändet. „Die Zerstörung jüdischer Friedhöfe ist kein Ausdruck des Antisemitismus, sie ist er selbst“, kommentierte Theodor W. Adorno die zunehmenden Schändungen jüdischer Friedhöfe bereits in den 1950er Jahren.
Liste jüdischer Friedhöfe in Schleswig-Holstein
- Jüdischer Friedhof (Lübeck-Moisling)
- Jüdischer Friedhof (Lübeck, Schönböckener Straße)
- Alter Jüdischer Friedhof (Kiel)
- Jüdischer Friedhof (Eutin)
- Jüdischer Friedhof Glückstadt
- Alter Jüdischer Friedhof (Bad Segeberg)
- Alter Jüdischer Friedhof (Friedrichstadt)
- Jüdischer Friedhof (Ahrensburg)
- Jüdischer Friedhof (Stockelsdorf)
- Jüdischer Friedhof Elmshorn
- Jüdischer Friedhof Westerrönfeld
- Jüdischer Friedhof (Neustadt in Holstein)
- Jüdisches Museum Rendsburg
- Jüdisches Kinderheim Föhr

### Erinnerungsorte
- Liste der Orte mit Stolpersteinen in Schleswig-Holstein

## Verfolgungseinrichtungen in Schleswig-Holstein

### „Judenhäuser“

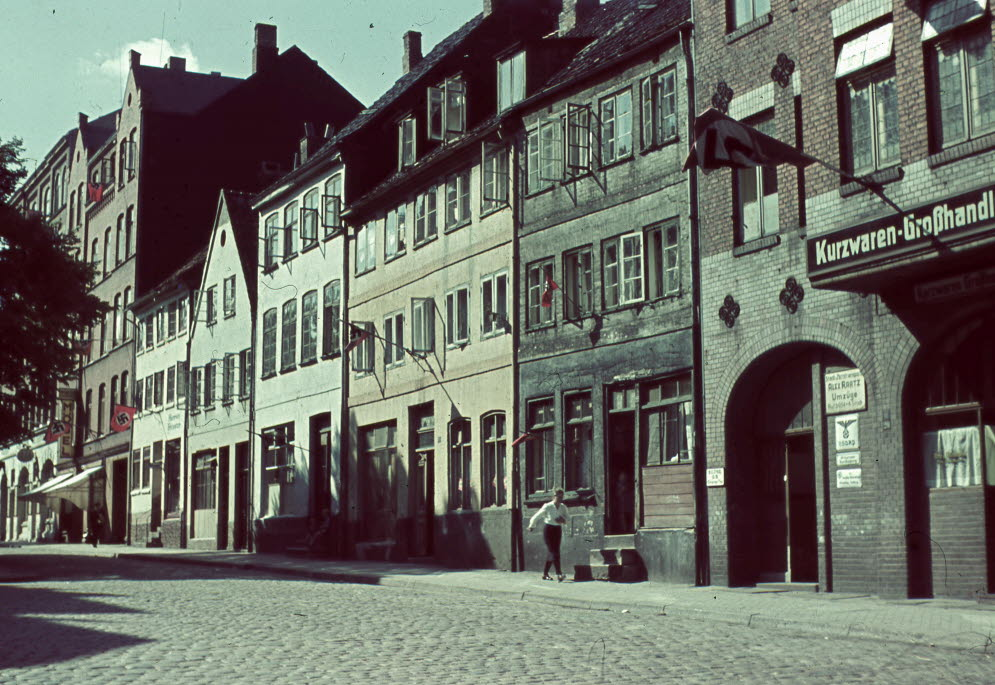
Kiel, Kleiner Kuhberg, 1938–1941

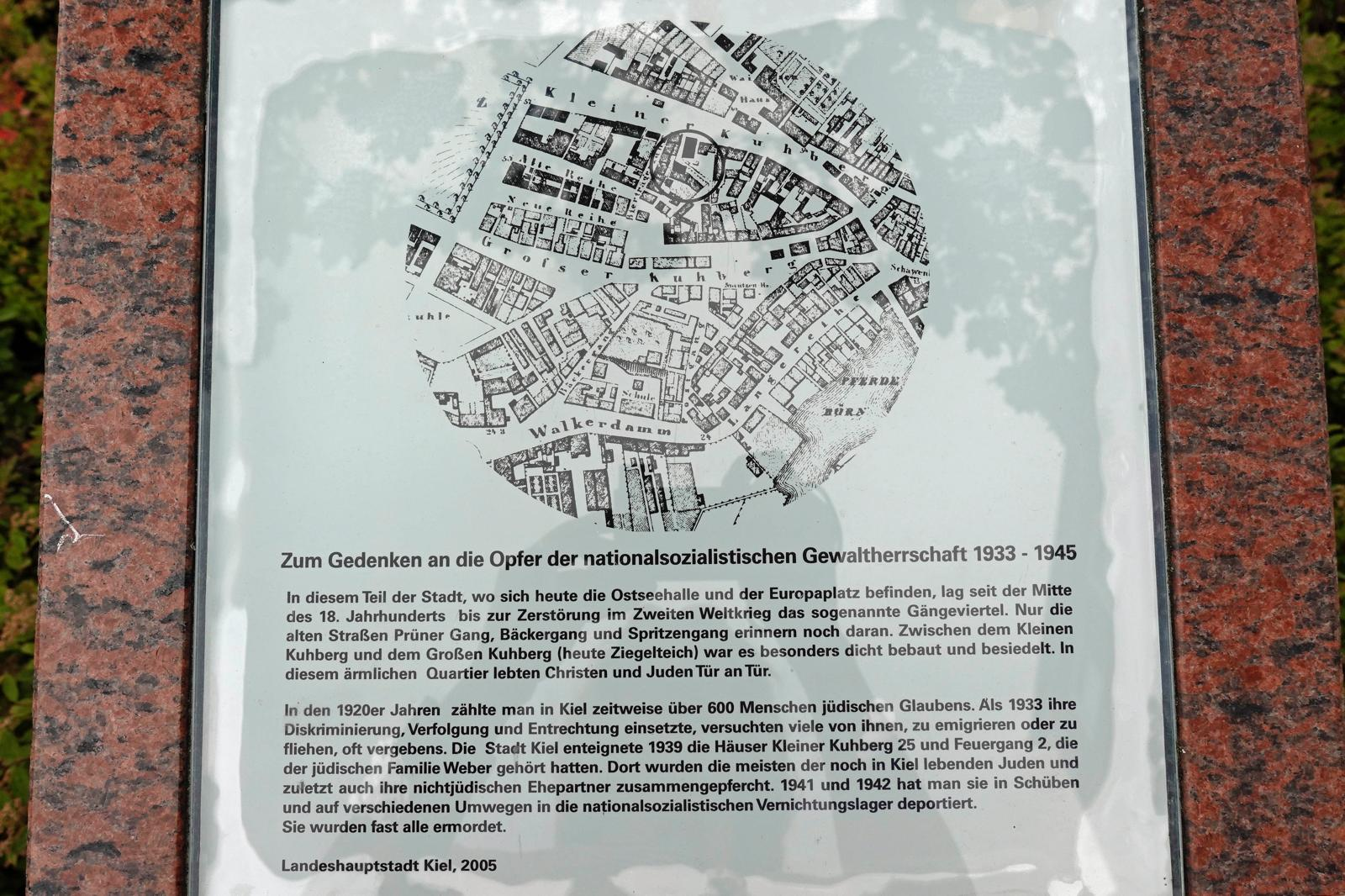
Gedenktafel der Stadt Kiel mit Karte und Text, 2005

„Judenhäuser“ waren größere Wohnhäuser aus (ehemals) jüdischem Eigentum, die der NS-Staat ab 1939 als Ghetto-Häuser umfunktionierte. Hier quartierte die Gestapo die – gemäß den Nürnberger Rassegesetzen von 1935 als „jüdisch-stämmig“ deklarierten – Menschen zwangsweise ein. Die Gebäude waren außen deutlich als sog. „Judenhäuser“ gekennzeichnet und unterlagen der Bewachung der Gestapo. In Kiel konzentrierten sich die Juden im Gängeviertel, insbesondere am Kleinen Kuhberg, wo nach dem Ersten Weltkrieg zugewanderte orthodoxe Juden aus Osteuropa ihre zweite Heimat fanden. Sie verdienten ihren Lebensunterhalt vornehmlich als Hausierer und Kleinhändler. Am Kleinen Kuhberg existierten auch zwei von den Nazis zugewiesene sog. „Judenhäuser“: am Kleinen Kuhberg 25, Ecke Feuergang 2, und in der Flämischen Straße 22a. Das Haus am Kleinen Kuhberg 25 war 1916 durch den jüdischen Händler Alter Weber erworben worden. Nachdem dieser 1939 inhaftiert worden war, hatte die Stadt Kiel es zu einem „Judenhaus“ umfunktioniert. Es lag in der „Arme-Leute-Gegend“ Kiels, am heutigen Ziegelteich, und die Räume verfügten weder über eine Wasserleitung noch über einen Abfluss. Am 6. Dezember 1941 wurden die ersten 977 Juden aus dem Raum Hamburg, Lüneburg und Schleswig-Holstein in einem Sammeltransport in das Sammellager 'Jungfernhof' nahe Riga deportiert, darunter mehr als 40 aus Kiel und Umgebung sowie 86 Lübecker Juden. Ein zweiter Sammeltransport mit insgesamt 801 Juden aus der gleichen Region führte am 19. Juli 1942 direkt in das KZ Theresienstadt. Die letzten 'jüdisch-stämmigen' Bewohner dieser Häuser in Schleswig-Holstein wurden Mitte 1943 deportiert. Die meisten Deportierten, welche die Ghettos von Riga und Minsk überlebten, starben später in anderen Vernichtungslagern. Insgesamt wurden ca. 240 Kieler Juden Opfer der NS-Verfolgung.

### KZ-Außenlager
1. KZ-Außenlager Kaltenkirchen, Außenlager des KZ Neuengamme
2. KZ-Außenlager Kiel, temporäres Außenlager des KZ Neuengamme
3. KZ-Außenlager Husum-Schwesing, im Schwesinger Ortsteil Engelsburg, nordöstlich von Husum; Außenlager von Neuengamme
4. KZ Ahrensbök, 1933–34, ein frühes („wildes“) Konzentrationslager für NS-Gegner – größtenteils Kommunisten, Sozialdemokraten, Gewerkschafter
5. KZ Kuhlen, frühes („wildes“), in Kuhlen bei Rickling in Schleswig-Holstein, 18. Juli 1933 bis 27. Oktober 1933. Inhaftierte waren überwiegend Kommunisten und Sozialdemokraten.
6. KZ Eutin, ein frühes („wildes“) Konzentrationslager, Juli 1933 bis Mai 1934, überwiegend für Kommunisten, Sozialdemokraten, Gewerkschafter und andere dem NS-Regime Missliebige.
7. KZ-Außenlager Ladelund, im Nov. 1944 ca. 20 km nordöstlich von Niebüll an der deutsch-dänischen Grenze gelegen, als Außenlager des KZ-Neuengamme im Zusammenhang mit dem Bau des so genannten Friesenwalls errichtet.
8. KZ-Außenkommando Neustadt in Holstein, externe Arbeitseinsätze des KZ Neuengamme; 15 KZ-Häftlingen, die von Dezember 1944 bis 1. Mai 1945 in Neustadt für Bauarbeiten eingesetzt wurden.
9. KZ-Fürstengrube-Todesmarsch, auch als Todesmarsch von Auschwitz nach Holstein bezeichnet, war ein Todesmarsch von KZ-Häftlingen im Rahmen der Evakuierung des Konzentrationslagers Fürstengrube in Oberschlesien (einem Nebenlager des KZ Auschwitz) sowie weiteren KZ-Häftlingen. Fehlende Ernährung, Krankheiten, Erschöpfung, Misshandlungen und Morde forderten auf diesem Todesmarsch von Januar bis Mai 1945 mit mehreren Zwischenstationen zahlreiche Opfer.